# Greg Mottola
Gregory J. "Greg" Mottola (11 de julio de 1964) es un director de cine, guionista y director de televisión estadounidense. Ha escrito y dirigido la película independiente de 1996 The Daytrippers, y desde entonces se ha dedicado a dirigir series de televisión como Undeclared y Arrested Development. Más recientemente, ha dirigido los largometrajes de Superbad, Adventureland, y Paul.

## Vida y carrera profesional
Mottola creció en Dix Hills, Nueva York, en una familia católica de ascendencia irlandesa e italiana. Obtuvo la Licenciatura en Bellas Artes en la Universidad Carnegie Mellon y el Máster en Bellas Artes en la Universidad de Columbia.
Mottola dirigió la película Adventureland, ambientada en los años 80, una historia del "primer amor" de un grupo de universitarios que trabajan en un parque de atracciones. Se estrenó en el Festival de Cine de Sundance de 2009.
La película de ciencia ficción y comedia de 2011 Paul trata sobre dos nerds de los cómics (interpretados por los guionistas de cine Simon Pegg y Nick Frost) que conocen a un alien llamado Paul mientras pasan sus vacaciones en Estados Unidos.
A 2011Mottola está escribiendo un guion basado en la novela de Leanne Shapton Important Artifacts and Personal Property From the Collection of Lenore Doolan and Harold Morris, Including Books, Street Fashion and Jewelry, que será producida por Natalie Portman y Plan B Entertainment.
Mottola está casado con Sarah Allentuch y tiene tres hijos.

## Filmografía

### Películas como director
| Año  | Título                         | Notas                 |
| ---- | ------------------------------ | --------------------- |
| 1989 | Swingin' in the Painter's Room | Cortometraje          |
| 1996 | The Daytrippers                | También fue guionista |
| 2007 | Superbad                       |                       |
| 2009 | Adventureland                  | También fue guionista |
| 2011 | Paul                           |                       |
| 2013 | Clear History                  | Telefilme             |
| 2016 | Keeping Up with the Joneses    |                       |

### Televisión
| Año  | Serie                             | Episodio                  | Notas                      |
| ---- | --------------------------------- | ------------------------- | -------------------------- |
| 2001 | Undeclared                        | "Addicts"                 |                            |
| 2001 | Undeclared                        | "Sick in the Head"        |                            |
| 2001 | Undeclared                        | "Eric Visits Again"       |                            |
| 2002 | Undeclared                        | "Jobs, Jobs, Jobs"        |                            |
| 2002 | Undeclared                        | "Truth or Dare"           |                            |
| 2002 | Undeclared                        | "The Perfect Date"        |                            |
| 2003 | The Big Wide World of Carl Laemke | "Pilot"                   | Episodio piloto no emitido |
| 2003 | Arrested Development              | "Charity Drive"           |                            |
| 2003 | Arrested Development              | "Visiting Ours"           |                            |
| 2004 | Arrested Development              | "Storming the Castle"     |                            |
| 2004 | Cracking Up                       | "Scared Straight          |                            |
| 2005 | The Comeback                      | "Valerie Demands Dignity" |                            |
| 2005 | The Comeback                      | "Valerie Saves the Show"  |                            |
| 2012 | The Newsroom                      | "We Just Decided To"      |                            |
| 2012 | The Newsroom                      | "The 112th Congress"      |                            |
| 2012 | The Newsroom                      | "The Greater Fool"        |                            |